# Hinsdale (New Hampshire)
Pour les articles homonymes, voir Hinsdale.
Hinsdale est une ville américaine située dans le Comté de Cheshire, dans l'État du New Hampshire. En 2010, sa population était de 4 046 habitants.